# In the Heart of a Fool
In the Heart of a Fool is een Amerikaanse dramafilm uit 1920 onder regie van Allan Dwan.

## Verhaal
Laura is de dochter van dokter Nesbit. Ze is van plan om te trouwen met Grant Adams, een verslaggever bij de krant. Om hem jaloers te maken koketteert Laura met Tom VanDorn, een gewetenloze advocaat. Het hart van Grant is gebroken en hij zoekt troost bij de mannenverslindster Margaret Muller. Ze krijgt een onwettige zoon van hem. Laura trouwt uiteindelijk met Tom en Margaret met de advocaat Henry Fenn. Vervolgens wordt ook Tom verliefd op Margaret en daardoor lopen de beide huwelijken op de klippen. Grant heeft intussen zijn baan bij de krant opgezegd en hij is een voorman geworden in de mijnen. Hij raakt gewond bij een ontploffing en wordt naar het huis van het gezin Nesbit gebracht. Daar wordt hij verzorgd door Laura. Wanneer de zoon van Grant wordt doodgeschoten tijdens een staking, maakt hij schoon schip bij haar. Ze beginnen vervolgens samen een nieuw leven.

## Rolverdeling
| Acteur            | Personage       |
| ----------------- | --------------- |
| James Kirkwood    | Grant Adams     |
| Anna Q. Nilsson   | Margaret Muller |
| Mary Thurman      | Laura Nesbit    |
| Philo McCullough  | Tom VanDorn     |
| Ward Crane        | Henry Fenn      |
| John Burton       | Dokter Nesbit   |
| Margaret Campbell | Mevrouw Nesbit  |
| Percy Challenger  | Daniel Sands    |
| Arthur Hoyt       | Mortie Sands    |
| Harold Miller     |                 |